# Hvathu

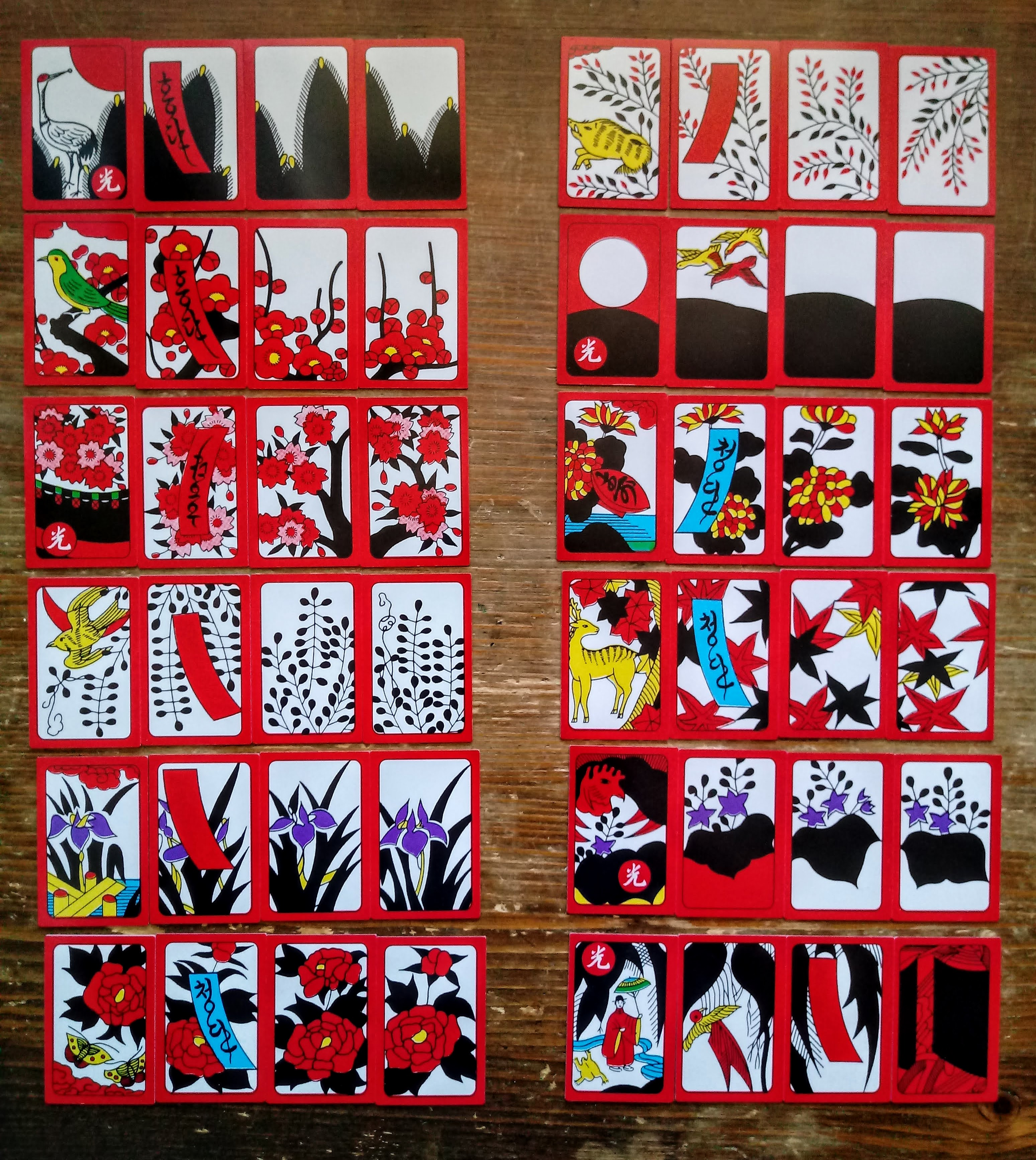
Hvathu (Hwatu)kártyák

A hvathu (hangul:  화투, RR: hwatu; virágkártyák) egy koreai kártyajáték; lapjai virágokkal, állatokkal és egyéb ábrákkal vannak díszítve, melyek a 12 hónapot szimbolizálják. Egyéb nevei: go-stop (hangul: 고스톱) vagy kodori (고도리, godori).
A játék összesen 48 kártyából áll, melyek 12 csoportra vannak osztva az év hónapjai szerint, tehát minden hónaphoz négy kártya tartozik, melyeket hasonló mintázatukról lehet felismerni.

## Története
A kései Csoszon (Joseon)-dinasztia alatt terjedt el Koreában a japán hanafuda (花札, jelentése: „virágkártyák”) kártyajáték, majd abból alakult ki a koreai hvathu (hwatu). Valószínűleg a japán Cusima (対馬) sziget kereskedői által terjedt el, akik gyakran jártak üzleti úton Koreában. A játék az egész országban elterjedt és hatalmas sikerre tett szert, mára a legnépszerűbb szerencsejátékként tartják számon.
A hvathu (hwatu)n látható képek bár többé-kevésbé megegyeznek a hanafuda kártya képeivel, de a kártyák festésének erős japán hatása miatt az 1950-es években kisebb módosításokat végeztek rajta. Ennek következtében Koreában a kártyalapokat vastag papír helyett műanyagból kezdték el gyártani és a kártyalapok színezetén is változtattak. Általánosságban a kártyalapok szélessége 35 mm, hosszuk 53 mm és vastagságuk 1 mm. A lapokon a piros szín domináns, ezen kívül pedig gyakori a fehér, fekete, sárga és kék szín is.
A hvathu (hwatu) megjelenése előtt a thudzson (투전; 鬪牋, tujeon) nevű koreai szerencsejáték volt elterjedt, azonban a hvathu (hwatu) hamar átvette a helyét. Ugyanakkor a hvathu (hwatu) japán eredete és még a koreai viszonyokra adaptált kártyákon is erősen érződő japán stílusa miatt a japán megszállás alatt és a felszabadulást követő években elvesztette népszerűségét a játék Koreában.
Napjainkra újra a legnépszerűbb játékok közé tartozik, könnyen lehet, hogy az okból, hogy bárhol, bármikor könnyen játszható. Gyakran használják azonban szerencsejátékként, mely rontja a játék hírnevét, annak ellenére, hogy eredetileg egyszerű kártyajátéknak készült.

## A játék menete
A játéknak számos verziója létezik. A legalapvetőbb a minhvathu (민화투, minhwatu), más néven nulhvathu (늘화투, neulhwatu), melyekben a játékosok a hónapok szerint párosítják a kártyákat. Más verziókban, mint például szambong (삼봉, sambong), csitkotteng (짓고땡, jitgoddeng), szottda (섰다, seottda) és go-stop, a játékosok célja, hogy elsőként szerezzenek 600 pontot, mellyel megnyerik a játékot.
A játék verziójától függően minimum 2 és maximum 10 ember játszhat együtt. A játékosoknak a legtöbb esetben párosítaniuk kell az azonos hónaphoz tartozó kártyákat, míg más esetekre speciális szabályok vonatkoznak, például három hónap különböző kártyájának összegyűjtésére és további pontok megszerzésére.
A nyeréshez nem elég leghamarabb a legtöbb pontszámot megszerezni, hanem nagyon fontos figyelni a többi játékos kártyáit, valamint az asztalon lévő kártyákat, és ezek alapján stratégiát kiépíteni. Például a játékosok akár a legalacsonyabb rangú kártyák összegyűjtésével is megnyerhetik a játékot.
Elterjedt főként a koreai nők és az idősebb korosztály körében, a hvathu (hwatu) kártyák segítségével végzett jóslás is.